# CD247
CD247 (англ. CD247 molecule) – білок, який кодується однойменним геном, розташованим у людей на короткому плечі 1-ї хромосоми.  Довжина поліпептидного ланцюга білка становить 164 амінокислот, а молекулярна маса — 18 696.
| 10         |  | 20         |  | 30         |  | 40         |  | 50         |
| ---------- |  | ---------- |  | ---------- |  | ---------- |  | ---------- |
| MKWKALFTAA |  | ILQAQLPITE |  | AQSFGLLDPK |  | LCYLLDGILF |  | IYGVILTALF |
| LRVKFSRSAD |  | APAYQQGQNQ |  | LYNELNLGRR |  | EEYDVLDKRR |  | GRDPEMGGKP |
| QRRKNPQEGL |  | YNELQKDKMA |  | EAYSEIGMKG |  | ERRRGKGHDG |  | LYQGLSTATK |
| DTYDALHMQA |  | LPPR       |  |            |  |            |  |            |

A: Аланін

C: Цистеїн

D: Аспарагінова кислота

E: Глутамінова кислота

F: Фенілаланін

G: Гліцин

H: Гістидин

I: Ізолейцин

K: Лізин

L: Лейцин

M: Метіонін

N: Аспарагін

P: Пролін

Q: Глутамін

R: Аргінін

S: Серин

T: Треонін

V: Валін

W: Триптофан

Кодований геном білок за функціями належить до рецепторів, фосфопротеїнів. 
Задіяний у такому біологічному процесі як взаємодія хазяїн-вірус. 
Локалізований у мембрані.